# Marisa López-Teijón
Marisa López-Teijón   (Villafranca del Bierzo, 1960) és una doctora en medicina, ginecòloga, investigadora i divulgadora espanyola. És coneguda per la seva trajectòria en l'àmbit de la reproducció assistida i per la seva participació en projectes relacionats amb la innovació i vivenda col·laborativa.
El 2017 va guanyar un premi Ig Nobel per descobrir que els fetus senten la música si s'emet per via vaginal i el 2018 va ser escollida acadèmica numerària de la Ilustre Academia de Ciencias de la Salud Ramón y Cajal. El 2025 fou inclosa a la llista Forbes de les 100 dones més influents de Catalunya.